# HMS C12
HMS C12 – brytyjski okręt podwodny typu C. Zbudowany w latach 1906–1907 w Vickers w Barrow-in-Furness. Okręt został wodowany 9 września 1907 roku i rozpoczął służbę w Royal Navy 19 stycznia 1908 roku. 
W 1914 roku C12 stacjonował w Ardossan przydzielony do Dziewiątej Flotylli Okrętów Podwodnych (9th Submarine Flotilla) pod dowództwem Lt. David M. Fella. 
Okręt został zatopiony w wyniku kolizji z niszczycielem w zatoce Humber w dniu 6 października 1918 roku. Okręt został wydobyty i przywrócony do czynnej służby.